# Чьело
Чьело д’Алькамо (итал. Cielo d'Alcamo) — итальянский поэт, известный также как Чьулло (Ciullo). Представитель Сицилийской школы поэзии.
Родился в Алькамо в начале XIII века.
Считается одним из отцов итальянской средневековой шутовской поэзии, которому приписывается один из важнейших памятников итальянской средневековой поэзии: стихотворение, относящееся к разряду так называемых contrati, — «Rosa fresca aulentissima».

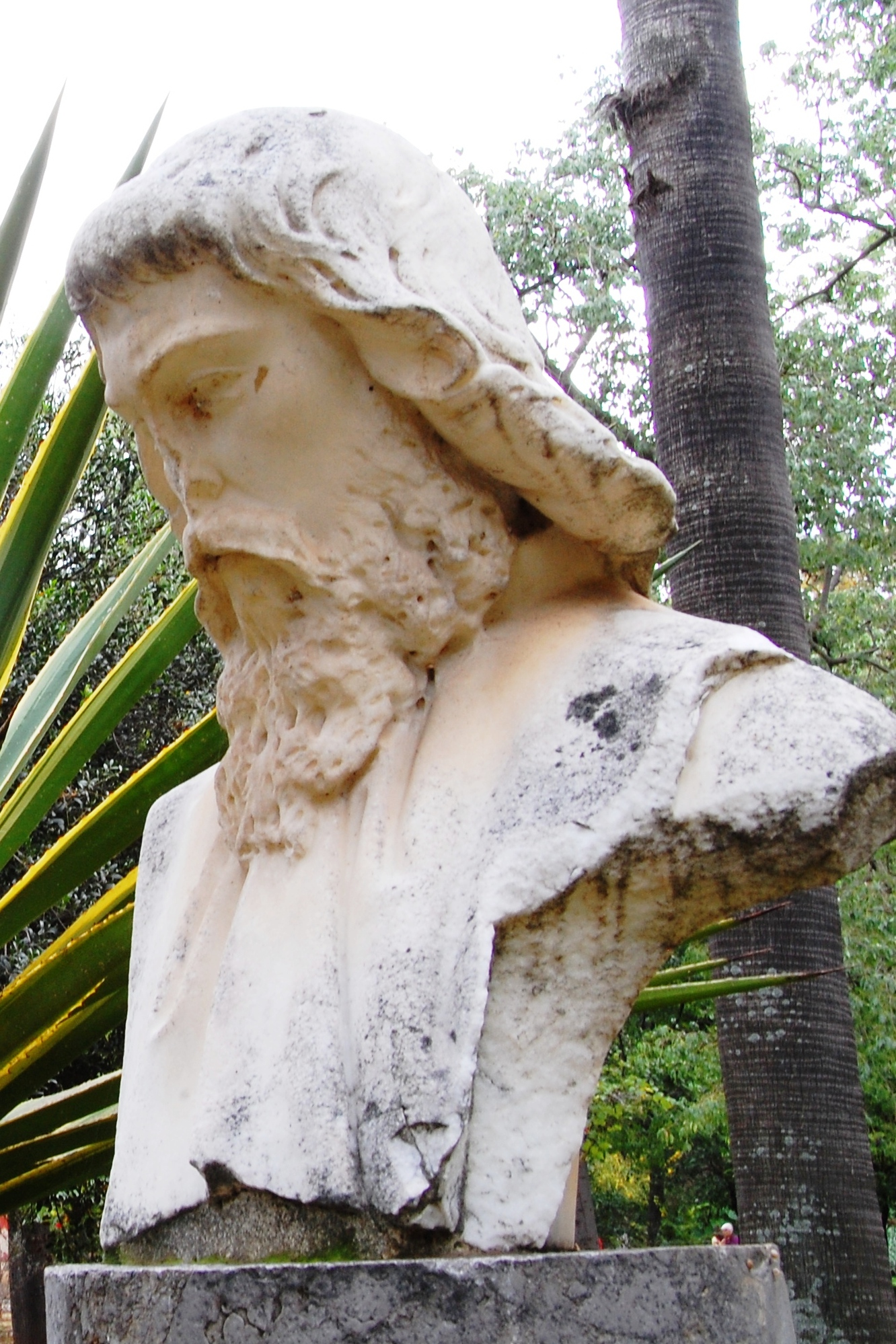
Мраморный бюст Чьело д’Алькамо (Палермо)

Содержание его составляет беседа между юношей и девушкой (оба из низшего сословия). Он уговаривает её снизойти к его желаниям и отдаться ему, она противится, каждый приводит свои доводы, наконец, девушка сдаётся. Диалог написан необыкновенно живо и драматично, от него веет грубоватостью и непосредственностью, приближающей его к народному творчеству. Построение строф то же, что и в позднейших памятниках народного итальянского творчества: пять стихов, из которых первые три имеют одну рифму, а последние два — другую. Язык в значительной степени проникнут диалектическими особенностями; Данте приводит одну строчку стихотворения как образчик сицилийской народной речи. Содержание и форма стихотворения позволяют предполагать, что автором его был человек, вышедший из народа, не чуждый, однако, знакомства с придворной любовной лирикой. Наполеон Кэ (Caix) усматривал в этом стихотворении подражание французским пасторалям, но доводы его в пользу этого предположения представляются малоубедительными. Сицилийские учёные относили диалог к очень ранней эпохе — к концу XII века, но А. д’Анкона доказал, что «Rosa fresca» написана не ранее 1231 г., так как в ней упоминаются установления defensa и agostari, которые относятся к этому году.
О жизни Чьело д’Алькамо ничего не известно и само существование его подвергается сомнению, так как имя его впервые упоминается лишь учёным XVI века, гуманистом Анджело Колоччи. В новейшее время по поводу Чьело д’Алькамо и приписывавшегося ему стихотворения возникла огромная литература полемического характера, причём многие исследователи отстаивали его существование. Стихотворение целиком напечатано у А. д’Анкона в «Antiche rime volgari» (I, стр. 165—177) и перепечатано в его же книге «Studi sulla letteratura italiana de’primi secoli» (Анкона, 1884), где в приложении изложена полемика по вопросу о происхождении стихотворения.

## Память

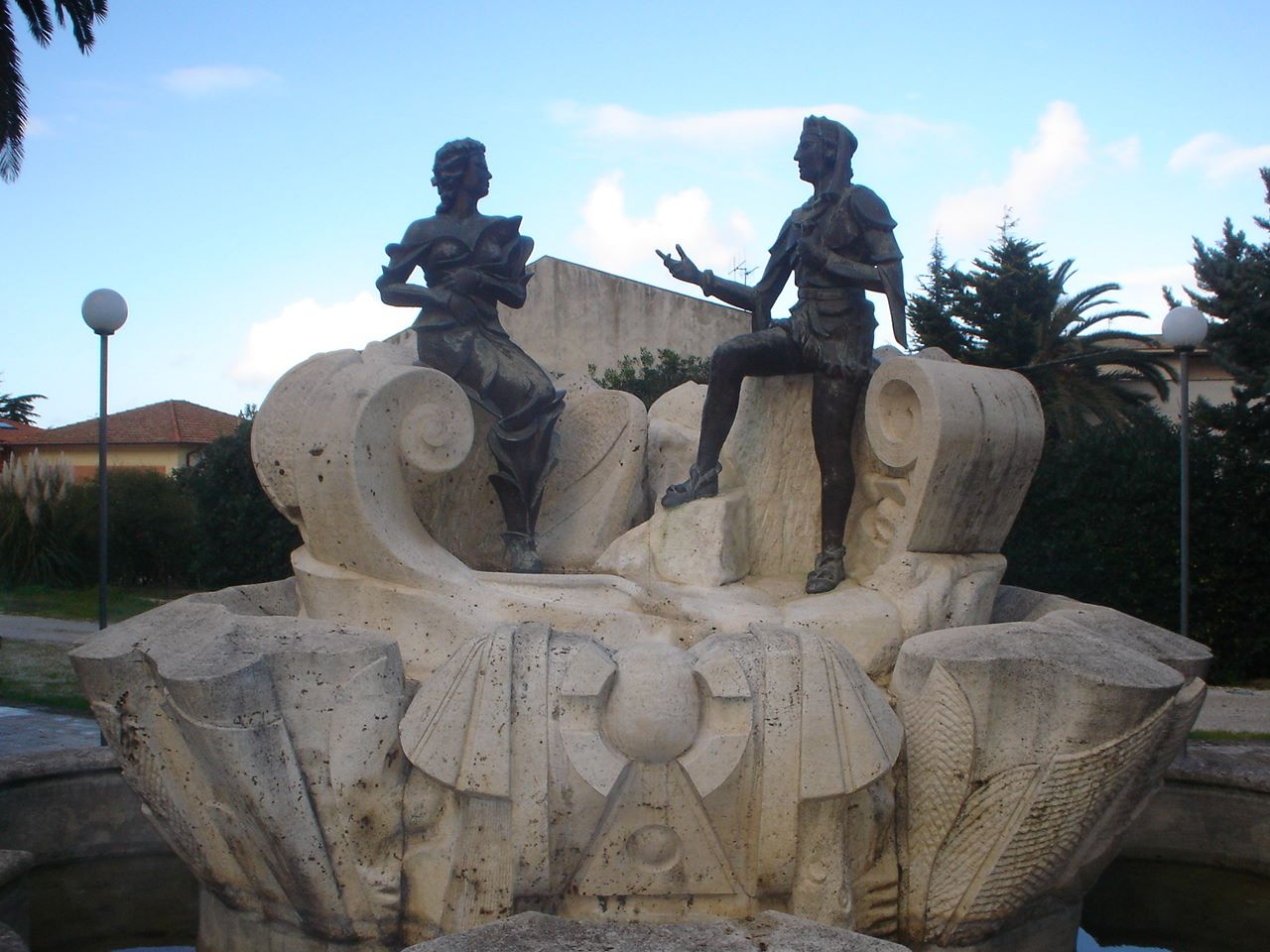
Памятник Чьело д’Алькамо в Алькамо

- Имя Чьело д’Алькамо носят главная площадь города Алькамо, муниципальный театр, улицы в Сан-Вито-Ло-Капо, Трапани и Палермо.